# Ibuki (1943)
El Ibuki (伊吹?) fue el primero en su clase y el último crucero pesado cuya construcción se inició en Japón. El intento de reconvertirlo a portaaviones se detuvo al 80% de su finalización, debido al negativo transcurso de la Segunda Guerra Mundial para Japón.

## Historial de servicio

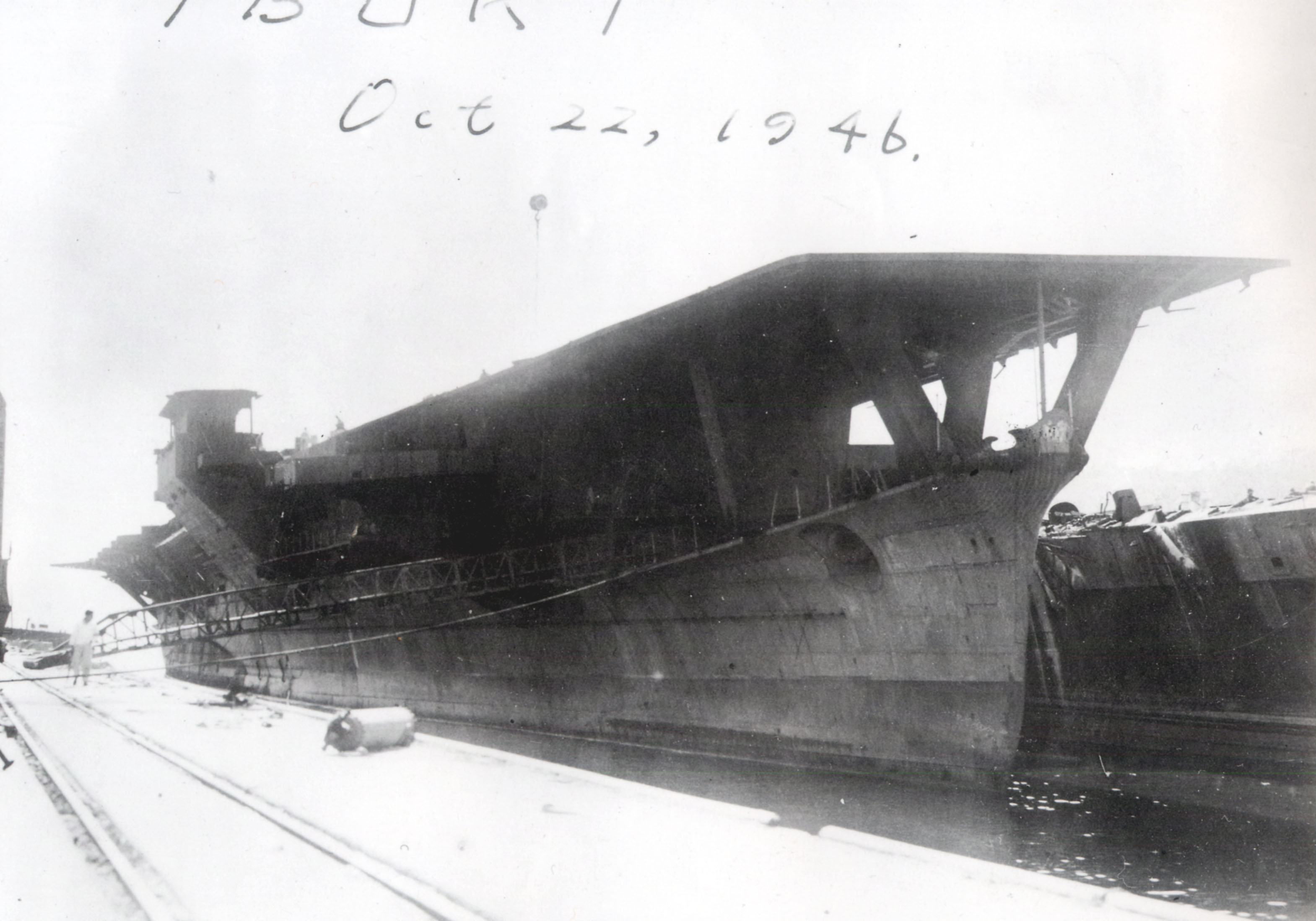
El Ibuki en Sasebo el 22 de octubre de 1946.

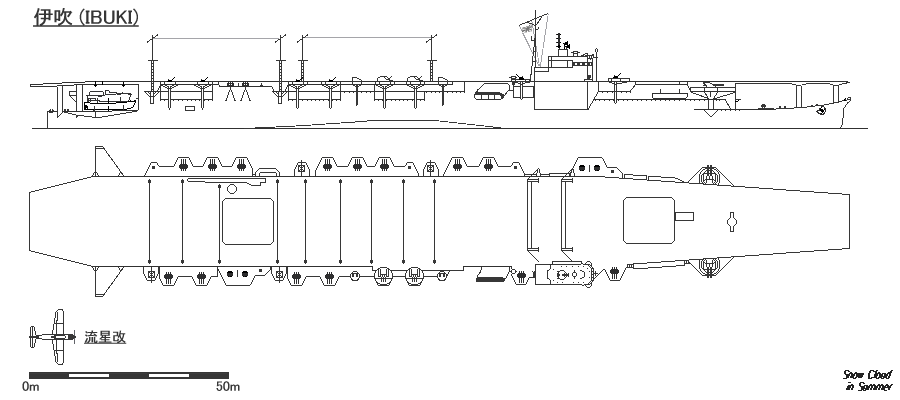
Diagrama como portaviones ligero (1943)

Construido en los astilleros de Kure, el proyecto inicial era una mejora de la precedente Clase Tone, pero tras observarse que la concentración de la artillería a proa no ofrecía demasiadas ventajas respecto de la clase Tone, se optó por mejorar el diseño de la Clase Mogami. Concretamente se tomó como modelo para mejorar al crucero Suzuya (1937), tercero de la citada Clase Mogami, que ya había corregido en su diseño los defectos apreciados en los dos primeros miembros.
Tras su botadura en mayo de 1943, el diseño previo como crucero pesado fue abandonado en el verano de ese mismo año para privilegiar la construcción de portaviones. El casco fue remolcado a Sasebo, y se inició allí su conversión a portaaviones en noviembre de 1943. Se añadió una cubierta vuelo que incrementó la eslora total a 205 metros, ligeramente superior a la del casco. El puente estaba a estribor, al igual que la chimenea, que seguía el típico modelo japonés para descargar lateralmente. Una característica distintiva del puente era que dejaba expedita por completo la anchura de la cubierta de vuelo, al estar totalmente suspendido fuera de la misma sobre una plataforma inclinada del casco. A popa contaba dos raíles para lanzar cargas de profundidad.
La construcción avanzó lentamente durante la guerra, y hasta que en marzo de 1945, cuando se detuvo su construcción, hasta el 80% de la finalización del buque, tanto por la falta de materiales, y como por resultar innecesario un portaaviones en esos momentos. El Ibuki fue finalmente fue desguazado en 1947.